# Dovercourt
Dovercourt è un paese della contea dell'Essex, in Inghilterra.